# Rugby Calvisano 2010-2011

## Serie A1 2010-11

### Stagione regolare
| Incontro                   | Andata | Ritorno |
| -------------------------- | ------ | ------- |
| Pro Recco — Calvisano      | 6-33   | 0-44    |
| Calvisano — Badia          | 58-3   | 23-0    |
| Amatori Milano — Calvisano | 9-26   | 13-50   |
| Calvisano — San Gregorio   | 41-9   | 7-25    |
| Calvisano — San Donà       | 42-5   | 24-9    |
| Livorno — Calvisano        | 16-36  | 6-43    |
| Calvisano — Fiamme Oro     | 16-9   | 16-10   |
| CUS Verona — Calvisano     | 14-17  | 16-56   |
| Calvisano — Udine          | 31-13  | 36-20   |
| Brescia — Calvisano        | 0-53   | 0-44    |
| Calvisano — Firenze 1931   | 20-15  | 15-25   |

#### Risultati della stagione regolare
| Posizione | G  | V  | N | P | PF  | PS  | DP   | B  | Pt |
| --------- | -- | -- | - | - | --- | --- | ---- | -- | -- |
| 1ª        | 22 | 20 | 0 | 2 | 731 | 223 | +508 | 12 | 92 |

### Fase finale
| Turno | Incontro                  | Andata | Ritorno |
| ----- | ------------------------- | ------ | ------- |
| SF    | Reggio Emilia — Calvisano | 9-35   | 20-20   |
| F     | Calvisano — Firenze 1931  | 19-0   | 19-0    |

## Verdetti
- Calvisano campione d'Italia serie A 2010-11.
- Calvisano promosso in Eccellenza.